# Эклунд, Никлас
Ни́клас Э́клунд (швед. Niklas Eklund; 1969, Гётеборг — 10 апреля 2025) — шведский трубач, специалист по барочной музыке, бывший солист симфонического оркестра Базельского радио, лауреат международного конкурса.

## Биография
Никлас Эклунд родился в музыкальной семье. Его первым педагогом был его отец трубач и дирижёр Бенгт Эклунд. Помимо занятий с отцом Эклунд проходил обучение в школе музыки Гётеборгского университета под руководством Бу Нильссона. После этого Эклунд учился игре на барочной трубе у Эдварда Тарра в базельской академии «Schola Cantorum Basiliensis». Некоторое время он также учился во Франции у Ги Туврона и Пьера Тибо.
В течение пяти лет Никлас Эклунд был солистом симфонического оркестра Базельского радио. Осенью 1996 года он покинул оркестр, чтобы посвятить себя сольным выступлениям. В том же году Эклунд стал лауреатом первой премии на конкурсе трубачей имени Иоганна Альтенбурга в немецком городе Бад-Зекинген. В качестве трубача-солиста Эклунд сотрудничал с многими известными музыкантами, среди которых Чечилия Бартоли, Зубин Мета, Джон Элиот Гардинер, Хайнц Холлигер, Андраш Шифф, Густав Леонхардт и другие.
Скончался 10 апреля 2025 года в возрасте 56 лет.